# Ihor Chmara
Ihor Chmara (ukr.  Ігор Хмара; ur. 18 marca 1990 w Kijowie) – azerski wioślarz, do 2009 r. występował w reprezentacji Ukrainy.

## Osiągnięcia
- Mistrzostwa Świata Juniorów – Pekin 2007 – czwórka podwójna – 7. miejsce[1].
- Mistrzostwa Świata – Linz 2008 – jedynka – 9. miejsce[1].
- Mistrzostwa Świata U-23 – Račice 2009 – jedynka wagi lekkiej – 8. miejsce[1].
- Mistrzostwa Europy – Brześć 2009 – dwójka podwójna wagi lekkiej – 10. miejsce[1].
- Mistrzostwa Europy – Montemor-o-Velho 2010 – dwójka podwójna wagi lekkiej – 16. miejsce[1].